# Текуча (Косівський район)
Теку́ча (до 2019 року — Текуче) — село в Косівському районі Івано-Франківської області. Входить до складу Яблунівської селищної громади.
Типові прізвища: Габорак, Дутчак, Кіцелюк. 

## Назва
У 2019 році під час кампанії декомунізації селу повернули польську колоніальну назву — Текуча (відповідно до польського терміну «wieś», який є жіночого роду,— на відміну від українського відповідника «село», який є середнього роду і узгодженням до якого була попередня назва Текуче). 

## Географія
Відстань до районного центру Косів — 28 км, до залізничної станції Коломия — 30 км. Висота над рівнем моря — понад 400 м. Окремі вершини перевищують — 1000 метрів. Межує з селами Акрешора, Космач, Микуличин, Вижній Березів, Середній Березів, Нижній Березів.
Гори: Каратул (1114 м), Ледескул. Селом протікають річки Плішава та Варіятка.
На південному заході від села бере початок річка Цапулець, права притока Прутця Чемигівського.
Через село тече струмок Сухий, лівий доплив Акри.
Пам'ятка природи села: джерела лікувальної води в урочищах Банська Толока та Гаршиці.

## Історія
Село Текуча вперше згадується в історичних джерелах у 1648 р. Попередня назва — Красногородка. Перші поселення на даному місці датуються кам'яною добою. Археологи встановили, що в Текучі в період Київської Русі був потужний центр солеваріння.
З 1907 р. діяла читальня «Просвіти» (заборонена в 1939 р.).

## Присілки
Присілки, кутки: Акрин, Аршиця, Бані, Болобан, Гнилиці, Сухий Потік, Попідгай, Центр.

## Релігія
Релігійна громада Православної Церкви України користується церквою Пресвятої Тройці, що побудована в 1831 році і освячена (як греко-католицький храм) у 1833 році. Настоятель — митрофорний протоієрей Василь Бойчук.
Греко-католицька громада використовує пристосоване приміщення. Настоятель — о. Руслан Надвірнянський.
Храмові свята: Зіслання Святого Духа та Покрова Пресвятої Богородиці.

## Стрільбицькі
Біля церкви села похована представниця італійського графського роду, сестра Папи Римського Пія IX, графиня Марія Мастаї де Ферретті. За свідченням М. Ломацького («Верховино, світку ти наш», Нью—Йорк, 1960), тут могила народженої в Барселоні Марії-Доротеї-Анни-Терезії Стрільбицької Мастай де Феретті (Maria-Dorotea-Anna-Tereza Mastai de Ferrettі), що була дружиною ротмістра наполеонівських військ Івана-Миколи Стрільбицького. Привіз в село Люча її син, парох цього села — Іван Стрільбицький.
Рід Стрільбицьких походить від королівського ловчого Данила, якому король Лев Данилович Галицький подарував село Стрільбичі, що під Старим Самбором, на Львівщині.

## Вірш про село
ТЕКУЧА

В селі Текучі півні треті

Кричать: вставати вже пора!

Там спить Терезія Феретті,

Пія ІХ-го сестра.

Вона встає. Гуцули косять....

І чути, як бринить коса,

Як дзвони в Римі день підносять,

Крильми торкають небеса.

Батьки - в Іспанії. Болюча

Любов горить, як тайний встид.

А син встає, встає й Текуча,

За Рим дорожча й за Мадрид.
Дмитро Павличко, квітень 2006 року.
Збірка віршів «Три строфи» (2007 рік).

## Пам'ятники
У селі є пам'ятник односельчанам, які загинули під час Другої світової війни. 15.11.2023 свідомими й активними громадянами проведений захід декомунізації — знесено типовий радянський монумент. Німецькі окупанти вбили 53 текучан, з них 52 євреїв. На радянсько-німецькому фронті полягли 6 жителів Текучі, в УПА — 23 осіб, 11 текучан загинули у в'язницях та концтаборах НКВС.

## Відомі люди
Народилися
- Мирослав Габорак (нар. 1951) — український мовознавець, громадський та профспілковий діяч, кандидат філологічних наук, доцент[4].
- Кіцелюк Микола Миколайович (1974—2023) — солдат, загинув біля села Іванівське Бахмутського району[5].
- Полагнюк Василь Васильович (1990—2024) — майор НГУ, Герой України, загинув в Луганській області[6][5].
- Томич Іван Федорович (1958) — український політик. Президент Асоціації фермерів та землевласників України (грудень 1997 — лютий 2007); голова Партії вільних селян і підприємців України (з листопада 2005); радник Прем'єр-міністра України на громадських засадах (вересень 2008 — березень 2010).